# Terrorisme d'Estat
El terrorisme d'Estat consisteix en l'exercici il·legítim per l'Estat del monopoli de la violència a partir del moment en què aquesta violència està en contradicció amb el contracte descrit per Thomas Hobbes, segons el qual l'individu accepta abdicar una part de la seva llibertat a canvi de la protecció de l'Estat. Aquest monopoli no apunta al manteniment, amenaçat, de l'Estat sinó a un creixement de les seves prerrogatives.
El terrorisme d'Estat és doncs una aposta taxonòmica, ja que qüestiona no només la imatge protectora de l'Estat sinó també la naturalesa de les relacions que l'Estat manté amb la violència.

## Origen
El terrorisme d'Estat és a l'origen una variant del terrorisme. Ara bé, fins i tot la noció de «terrorisme» procedeix de la història revolucionària francesa i del règim del Terror. Com ja remarca Jean-François Gayraud, hi va haver una experiència concreta abans que aparegués el terme. Segons les seves paraules, es tracta «d'una vasta màquina política» que va organitzar assassinats i execucions, amb el suport del poder judicial, ja que el poder polític havia votat lleis d'excepció. Llavors, l'expressió «terrorisme d'Estat» fou forjada, en el marc de la Guerra Freda, per l'URSS a fi i efecte de designar l'Operació Còndor: una estratègia de repressió dels moviments insurreccionals d'extrema esquerra duta a terme pels règims autoritaris d'Amèrica del Sud en els anys 1970. Es tractava de denunciar pràctiques que consistien a utilitzar massivament serveis secrets o grups paramilitars per portar a terme accions d'assassinat i de tortura. La «desaparició forçada» va ser un dels fenòmens notables d'aquest període (vegeu pel que fa a això el moviment de l'Asociación Madres de Plaza de Mayo a l'Argentina). Guy Debord és un teòric major del terrorisme d'estat. En La verdadera escissió, obra signada amb d'altres amb Gianfranco Sanguinetti (ell mateix d'altra banda autor de Del terrorisme i de l'estat) i publicat el 1972, acusa «els serveis de protecció de l'estat italià» d'haver fet, el 1969, explotar les bombes de la Piazza Fontana principal punt de sortida dels «anys de plom» italians. El gener de 1979, en el pròleg a la quarta edició italiana de «La Societat de l'Espectacle», i a propòsit de l'assassinat d'Aldo Moro, admet la possibilitat d'una capa perifèrica de petit terrorisme sincer, però tolerat momentàniament, com un viver en el qual sempre es pot pescar per encàrrec alguns culpables que hom pot ensenyar sobre una plata. A febrer-abril 1988, en Comentaris sobre la societat de l'espectacle, explica que és en l'ordre de la lògica històrica que els terroristes sincers arriben a fer-se manipular per serveis secrets

## Terrorisme d'Estat i secret d'Estat
Per definició, el terrorisme d'Estat continua sent difícil d'identificar, ja que depèn del secret i la dificultat insisteix a relacionar de manera formal la perpetració dels actes que denoten terrorisme i l'Estat que n'és el responsable. Això és complicat pel vel que impedeix fer la distinció entre l'autoritat que ha donat l'ordre i el que no està assabentat. El concepte continua sent sovint un tema tabú en el marc de les relacions diplomàtiques entre dos països. En el tractament mediàtic, els periodistes eviten igualment - per manca d'elements de prova - procedir a una imputació a un Estat i prefereixen limitar-se en principi a la reserva.
L'assagista Webster G. Tarpley defineix així el terrorisme d'Estat modern : «[És] el mitjà pel qual les oligarquies porten contra els pobles una guerra clandestina que seria políticament impossible portar obertament. »
En aquestes condicions, rars són els assumptes on els Estats són qüestionats al més alt nivell de manera flagrant. El 1985, l'atemptat del Rainbow Warrior, atribuït a l'estat francès, ressonaria en el concert de les nacions, ja que es produïa en un context de pau i s'atribuïa a un país democràtic dins el seu territori. Sense comparació, un altre esdeveniment tan mediàtic seria l'Atemptat de Lockerbie atribuït a Líbia el 1988 i que donaria lloc a un procés que portaria 15 anys després al reconeixement per la Líbia de la seva responsabilitat. Un procés similar, conduït per un col·lectiu de víctimes, Les Famílies del DC10 d'UTA es produirà per a l'atemptat contra el vol 772 UTA el 19 de setembre de 1989, pel qual Líbia reconeixerà també la seva responsabilitat i indemnitzarà les famílies de les 170 víctimes.
Noam Chomsky escrivia el 1989 que 
| « | l'Operació Mangosta, que fins aleshores tenia la consideració del major projecte aïllat de terrorisme internacional al món, llançada per l'administració Kennedy just després de la Invasió de Bahía de Cochinos, era secreta. | » |

 Tenia un pressupost de 50 milions de dòlars anuals, utilitzava 2.500 persones, entre els quals aproximadament 500 americans, i es va mantenir, malgrat tot, com a secreta durant 14 anys, de 1961 a 1975. Va ser revelada en part per la Comissió Church al Senat americà i 
| « | per algunes bones investigacions periodístiques. | » |

La noció de terrorisme d'Estat pot ser utilitzada igualment en el marc d'una crítica política: és el cas per a Noam Chomsky que considera els Estats Units com un país que duu a terme una política exterior que comporta un terrorisme d'Estat, especialment quan escriu: «(...) cal començar per reconèixer que en la major part del món, els Estats Units són considerats com un gran país terrorista. » Es recolza en particular en una sentència emesa per la Cort Internacional de Justícia el 1986 que va condemnar els Estats Units per «ús il·legal de la força» a Nicaragua en els anys 1980.
El tema del «terrorisme d'Estat americà» fou reprès per altres comentaristes, com l'historiador Jean-Michel Lacroix, per a qui « hom no sabria oblidar que si els Estats Units condemnen [després de l'11 de setembre] el terrorisme d'Estat, és després d'haver-lo recolzat a Indonèsia, a Cambodja, a l'Iran o a Sud-àfrica».

## Mètodes de terrorisme d'Estat
Els tribunals expeditius, la tortura, les explosions terroristes, el segrest i les execucions extrajudicials són citades com pràctiques corrents de terrorisme d'Estat, sovint utilitzades per terroritzar les poblacions pels règims sobirans o mandataris.
John Rawlings Rees (1890-1969), psiquiatre i director del Tavistock Institute of Medical Psychology a Londres el 1932, ha desenvolupat una teoria de control psicològic de les masses fonamentada en la formació deliberada de neurosis. Segons ell, era possible imposar a una població adulta un estat emocional comparable al de nens neuròtics.
Kurt Lewin descriu l'impacte de les estratègies de terror sobre els individus : "L'alternança freqüent entre mesures disciplinàries severes i la promesa de ser ben tractat, acompanyada d'informacions contradictòries, impedeix tota comprensió lògica de la situació. L'individu no pot des de llavors decidir si tal o qual acció l'acostarà o al contrari l'allunyarà dels seus propis objectius. En aquestes condicions, fins i tot els individus més determinats seran desmobilitzats per conflictes interiors que paralitzaran la seva capacitat d'acció".
Amnistia Internacional assenyala que el 2003 es va practicar la tortura a 132 països per part de membres de les forces de seguretat, de la policia o d'altres agents de l'Estat.

### Atemptats
Cinc membres de l'administració iraniana foren formalment acusats per la justícia argentina d'haver comanditat el 1994 l'atemptat de l'AMIA a Buenos Aires perpetrat per Hesbol·là com a mesura de represàlia contra l'Argentina que no havia omplert les obligacions d'un contracte que preveia una transferència de tecnologia nuclear a Teheran.

### Assassinats
Els assassinats o homicidis polítics tenen lloc quan agents de l'Estat maten ciutadans considerats com a amenaces, o per intimidar comunitats. Poden ser realitzats per militars, els serveis d'informació, les forces de policies o milícies paramilitars (tipus «esquadrons de la mort»). En aquest últim cas, hi pot haver vincles estrets entre ells i les forces oficials, amb participacions comunes i/o una absència de persecucions.
Aquests esquadrons de la mort, que actuen en un marc nacional, ataquen sovint els febles (socialment), les minories religioses o ètniques, o els ciutadans assenyalats com a subversius. Els seus blancs inclouen típicament els sense sostre, els nens dels carrers, els líders de sindicats, els pobles indígenes, els religiosos, els activistes, els periodistes i els universitaris. Aquests esquadrons protegeixen generalment aquells de qui reben ordres per la il·lusió d'una criminalitat espontània. Sovint, els cossos són amagats, amb la qual cosa augmenta l'angoixa de les famílies i de les comunitats. Aquests casos són coneguts sota el nom de «desaparicions forçades», particularment a Amèrica del Sud.
El 1980 l'ONU va crear un «Grup de treball sobre les desaparicions forçades o involuntàries» per tal d'investigar sobre el fenomen global de les desaparicions inexplicades.
L'eliminació d'opositors polítics, si desenvolupen la seva activitat a l'estranger, és per regla general organitzada, directament o indirectament, pels serveis secrets de l'Estat incriminat.
Heus aquí alguns exemples en aquest àmbit: 
- Carlo Rosselli i el seu germà Nello, exiliats antifeixistes italians, foren assassinats a França el 1937 per membres de La Cagoule francesa, molt probablement a petició del règim de Mussolini que finançava aquest grup.

- Ramon Mercader, un dels executors que treballava per a l'NKVD, va assassinar Lev Trotski a Mèxic el 1940 i hauria matat abans una vintena dels seus partidaris.[13]

- Georgui Markov, dissident búlgar, autor de novel·les i d'obres teatrals fou assassinat el 1978 pels serveis secrets búlgars mitjançant el paraigua búlgar.

- Moussa Koussa, responsable dels serveis secrets de Líbia, fou expulsat del Regne Unit el juny 1980 després d'haver declarat que el seu país anava a executar dos opositors sobre el sòl britànic i és sospitat d'haver coordinat una mitja dotzena d'eliminacions físiques a Europa.[14]

- Imad Mughniyah, responsable del Hesbol·là libanès, fou acusat d'haver organitzat diversos atemptats i preses d'ostatges per compte de l'Iran. Ell mateix va morir el 2008 a Síria en l'explosió del seu cotxe, en circumstàncies que fan sospitar, sense certesa, una acció del Mossad israelià.

- Xapur Bakhtiar, últim Primer ministre de l'Iran del regnat del xa a l'Iran fou assassinat a França el 1991 per homes que treballaven per al govern iranià després haver sobreviscut un atac en 1980 perpetrat per Anis Naccache que actuava sotra les ordres directes de Ruhol·lah Khomeini.[15]

- Els «assassinats selectius» de dirigents palestins, ordenats per Ariel Xaron a partir de 2001 i considerats contraris al dret internacional per la comunitat internacional, poden entrar en la categoria dels assassinats polítics.[16]
- Sakine Cansiz, fundadora del PKK al Kurdistan, assassinada a trets el 9 de gener de 2013 a París amb dues companyes: Fidan Doğan i Leyla Soylemez. Manuel Valls era llavors Ministre d'Interior.

### Cas de la península coreana
Els enfrontaments entre les forces armades o els serveis secrets de Corea del Nord i de Corea del Sud en el transcurs d'operacions d'espionatge, d'accions terroristes, de segrestos, raids de comandos així com sobre les zones de pesca han fet des de la fi de les operacions militars a Corea centenars de víctimes civils i militars. Aquests dos Estats es troben encara tècnicament en guerra, atès que no s'ha signat cap tractat de pau entre les dues parts en resposta a l'armistici de 1953.
De 1962 a 1968, el règim nord-coreà va creure que el sud es revoltaria contra ell mateix. Per apressar l'aparició del «moment decisiu», havia enviat al sud agents subversius i equips de guerrilles que van ser ràpidament neutralitzats alguns cops amb fortes pèrdues per ambdós bàndols. Es van cometre diversos atemptats contra membres del governs del Sud fins als anys 1980, entre els quals dos contra el president Park Chung-hee en 1968 i 1974.
Els anys amb un nombre més gran d'infiltracions foren 1967 i 1968 amb 743 agents armats coneguts sobre els 3.693 infiltrats coneguts entre 1954 i 1992.
Després de la guerra de Corea o en el transcurs del període de la Guerra Freda, un total de 3.795 sud-coreans, fonamentalment pecadors, foren capturats i portats a Corea del Nord. Llavors, per negociacions del govern de Corea del Sud i esforços per l'intermediari de l'oficina coreana de la Creu Roja 3.309 persones entraren a Corea del Sud. Un total de 480 sud-coreans segrestats romanien a Corea del Nord contra la seva voluntat en 2007. El Japó del seu costat, denuncia els segrestos de disset dels seus súbdits per part de Pyongyang (tretze segons Corea del nord). en el transcurs dels anys 1970 i 1980 pels serveis secrets nord-coreans, cinc d'ells retornaren al Japó el 15 d'octubre de 2002. Diversos testimoniatges fan igualment esment de segrestos de dones de diverses nacionalitats a Macau, a Tailàndia, a França, a Itàlia, als Països Baixos, a Romania, al Líban i a Síria.
El 21 de gener del 1968, un atac a la Casa Blava, la residència presidencial de Seül, per part d'un comando de les forces especials del Nord de 31 homes se salda amb 28 morts i un presoner del costat nord-coreà, 68 morts civils i militars i 66 ferits del costat de Corea del Sud, i per tres soldats matats i tres ferits del costat americà.
L'11 de desembre del 1969, un avió de línia regular YS-11 que connectava Gangneung amb Seül és desviat per un agent nord-coreà sobre Pyongyang amb 51 persones a bord (pirata de l'aire inclòs). Aquest es malmeté en l'aterratge. i 11 persones no van tornar mai a Corea del Sud.
El 9 de novembre del 1983, un atemptat contra Yangon contra el president sud-coreà Chun Doo-hwan al Mausoleu del Màrtir, prop de la Pagoda Shwedagon fa 17 morts al seu voltant, entre els quals quatre ministres.
El 29 de novembre de 1987, un Boeing 707 de Korean Air Lines que unia Bagdad amb Seül en diverses etapes, el Vol 858 Korean Air, explota en ple vol i mata 115 persones. La bomba havia estat col·locada per dos agents nord-coreans; el primer es va suïcidar. i el segon, una dona, Kim Hyun-hee que confessà els fets fou condemnada a mort el 25 d'abril del 1989 pel tribunal de Seül per aquest acte, però finalment fou indultada per Roh Tae-woo.

## Terrorisme i manipulació

### Denúncia per l'extrema esquerra
Existeixen diversos graus d'implicació molt diferents de l'Estat, des del terrorisme actiu, el suport a organitzacions terroristes independents, fins a la inacció deliberada. Mitjançant aquestes accions terroristes, un estat pot controlar la seva població: una població terroritzada per atemptats, atribuïts conscientment a caps de turc, esdevé menys crítica envers els seus dirigents polítics, o els sosté més francament, atès que aquests donen la impressió de fer tot el possible per protegir-la.
Per a certs moviments d'extrema esquerra, la mediatització dels atemptats o dels riscos d'atemptats té com a efecte desviar l'atenció de la població de certes realitats econòmiques, socials o polítiques. El terrorisme d'Estat seria doncs utilitzat pels governants per justificar el reforç de mesures de vigilància i de control de la població, fins i tot la instauració de tribunals d'excepció. Si les accions violentes de «moviments de resistència armats» són considerades com a legítimes en una certa retòrica d'extrema esquerra, són condemnades, per contra, quan són atribuïdes al camp advers, ja sigui a l'extrema dreta o a l'«Estat burgès».

### Altres atribucions discutides
Atribuir un atemptat a tal o qual grup enemic, o atribuir a un Estat un acte terrorista, és un mètode de propaganda d'alts riscos. Així, l'atemptat de Madrid de l'11 de març de 2004, del qual ràpidament el govern espanyol va acusar l'organització ETA, mentre les primeres investigacions s'orientaven ràpidament cap als grups islamistes, va fer caure el govern en les eleccions generals que tingueren lloc poc després.
Els moviments d'extrema esquerra van acusar els serveis secrets italians d'haver manipulat l'opinió pública en el cas de l'Atemptat de l'Estació de Bolonya el 1980, mentre que el govern italià havia sospitat en principi les Brigades Roges, fins i tot l'Organització per a l'Alliberament de Palestina. En aquest cas, l'extrema dreta fou jutjada com a responsable de l'atemptat i alguns neonazis foren condemnats.
De vegades els mateixos serveis secrets pugen un graó més en la seva implicació, i arriben a utilitzar la coberta de grups terroristes. El cas més ben establert és el dels GAL, grup que lluità contra ETA utilitzant mètodes terroristes, però impulsat per alguns alts càrrecs del Govern d'Espanya, entre ells l'antic Ministre de l'Interior José Barrionuevo.
Més recentment, s'ha sospitat de l'FSB d'haver organitzat certs atemptats a Rússia per atribuir-los a grups txetxens.